# Kötze

Frau mit Leseholz in einer Kötze

Als Kötze oder Köze wird in einigen Regionen Deutschlands ein Rückenkorb zum Materialtransport bezeichnet.
Das Wort wird in den Wörterbüchern teils mit dem Wort „Kietze“ zusammengestellt, teils getrennt behandelt.
Im 17. Jahrhundert wurden Kötzen auch als geeichtes Maß zum Beispiel für Kohle genutzt.
Die üblicherweise viereckigen oder D-förmigen Kötzen werden meist aus Ruten und Zweigen von Korbweiden oder Haselnusssträuchern geflochten und besitzen einen Rückentragegurt. Ihr Aufbau ist ähnlich dem eines gewöhnlichen Korbes, mit dem Unterschied, dass Kötzen nicht zur Lagerung von Waren und Material benutzt werden, sondern nur zu deren Transport. Zusätzlich besitzen sie an der zum Rücken zeigenden Seite verlängerte Enden bzw. Rungen, die das Herabfallen von gestapeltem Material, wie zum Beispiel Holz, verhindern sollen.